# Lyriothemis flava
Lyriothemis flava – gatunek ważki z rodziny ważkowatych (Libellulidae).
Występuje w południowej, południowo-wschodniej i wschodniej Azji – w Indiach, Bangladeszu, Mjanmie, południowych Chinach, Tajwanie i południowej Japonii (archipelag Riukiu).
Gatunek ten w wielu publikacjach występuje pod nazwą Lyriothemis tricolor, którą nadał mu Ris w 1916 roku. Wykazano jednak, że rok wcześniej został opisany przez japońskiego entomologa Ogumę i nadana przez niego nazwa Lyriothemis flava ma priorytet.